# Thomas Somerscales
Thomas Jacques Somerscales (Kingston  Upon Hull, Inglaterra, 29 de octubre de 1842 - Inglaterra, 27 de junio de 1927) fue un profesor inglés, marino y pintor, famoso por sus cuadros de batallas navales hechos durante su estadía en Chile desde 1869 hasta 1892.

## Biografía
Proveniente de una familia de marinos, Somerscales recorrió el mundo durante su juventud. En su segunda vez en Valparaíso (1869), la malaria lo obligó a permanecer indefinidamente en ese puerto chileno. Logró emplearse como profesor de dibujo en el Colegio MacKay perteneciente a los inmigrantes ingleses residentes en Chile en dicha época.

## Obras
Una obra suya, Primera Escuadra Nacional, se ubica sobre la testera del hemiciclo de la antigua Cámara de Diputados, en el Palacio del ex Congreso Nacional de Chile, por lo que las sesiones fueron realizados bajo ella entre finales del siglo XIX y 1973, cuando los órganos de representación democráticas fueron clausurados. Algunas de sus principales obras se encuentran en el Museo de Bellas Artes de Chile, en la ciudad de Santiago y también, son parte de la pinacoteca histórica perteneciente al Club Naval, ubicado en la ciudad de Valparaíso. Reproducciones de ellas figuran en casi todos los textos de historia de la Guerra del Pacífico hechos en Chile. Asimismo, algunas de sus obras forman parte de colecciones privadas en Chile y en Perú. Entre sus obras más conocidas se encuentran:
- «Combate de Iquique»
- «Muerte de Prat en el Huáscar»
- «Hundimiento de la Esmeralda»
- «Combate naval de Punta Gruesa»
- «Combate naval de Angamos»

Como marinista tuvo gran éxito. Su amistad con José Francisco Vergara, militar chileno y cofundador de Viña del Mar, le supuso el encargo de una serie de paisajes de la zona.
En 1892 volvió a su país, donde logró exponer sus obras en la Real Academia en Londres. Falleció en 1927.

### Galería

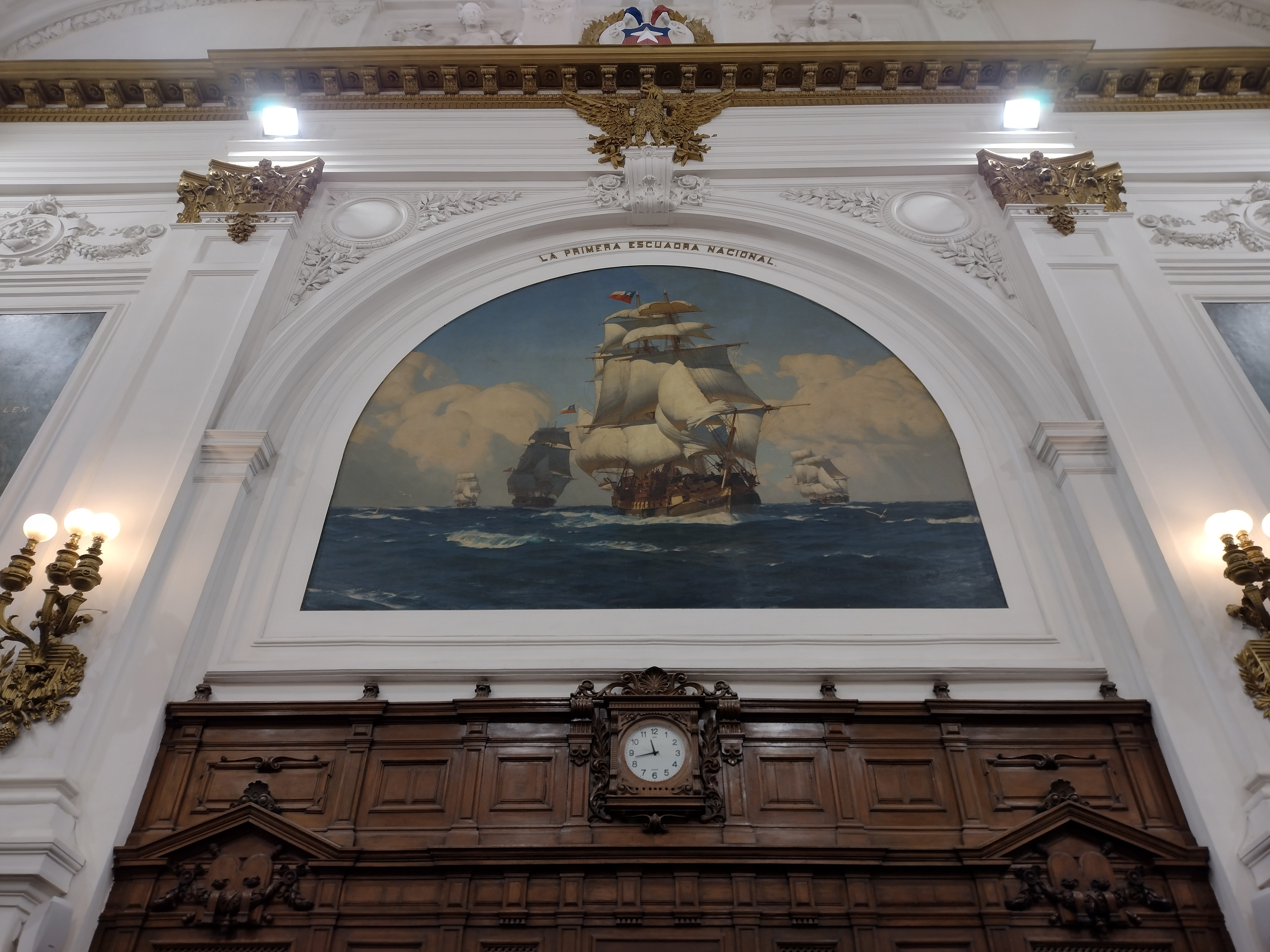
«La Primera Escuadra Nacional», óleo sobre la testera de la antigua Cámara de Diputados.
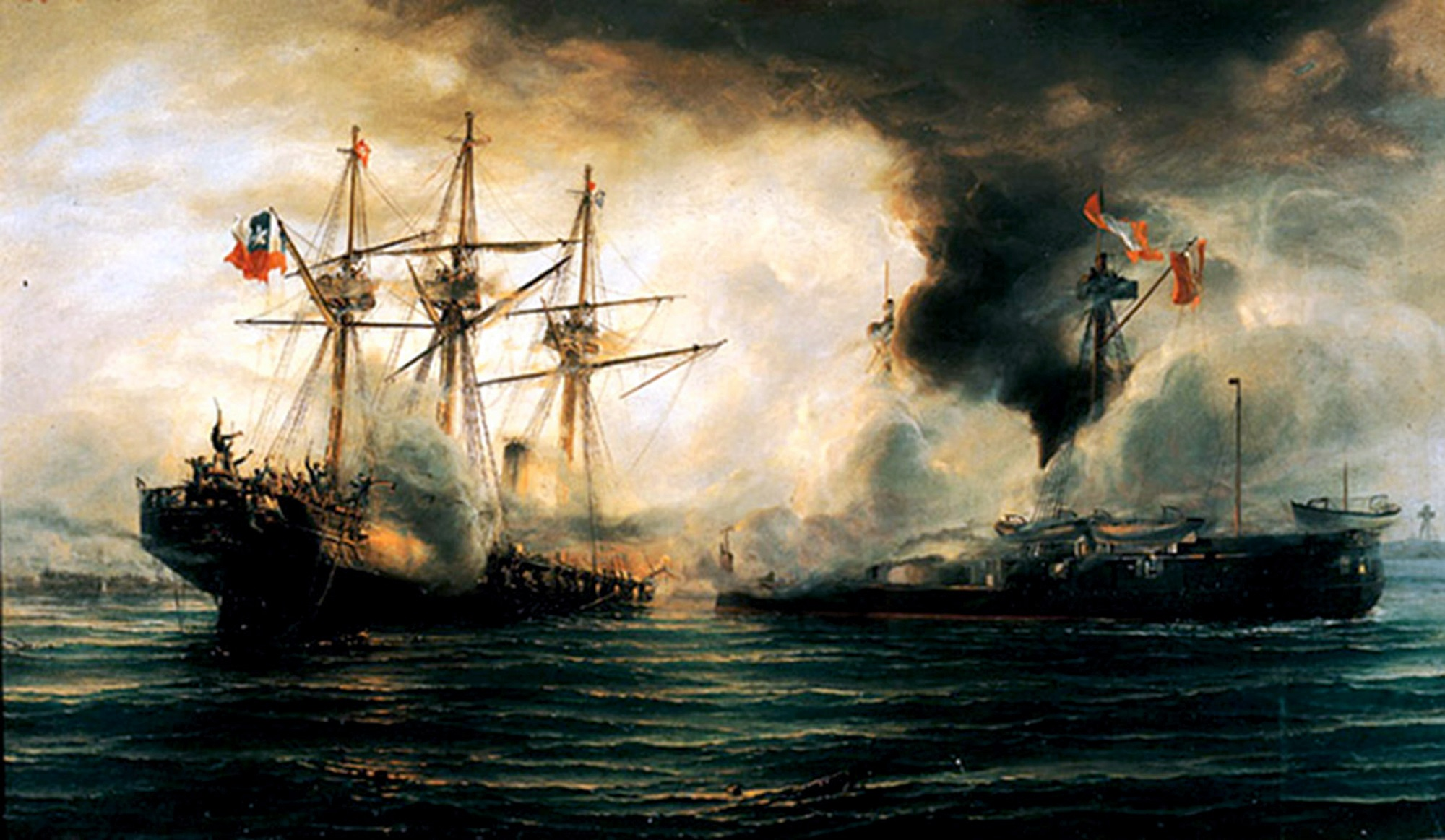
«Hundimiento de la Esmeralda durante la batalla de Iquique», óleo.
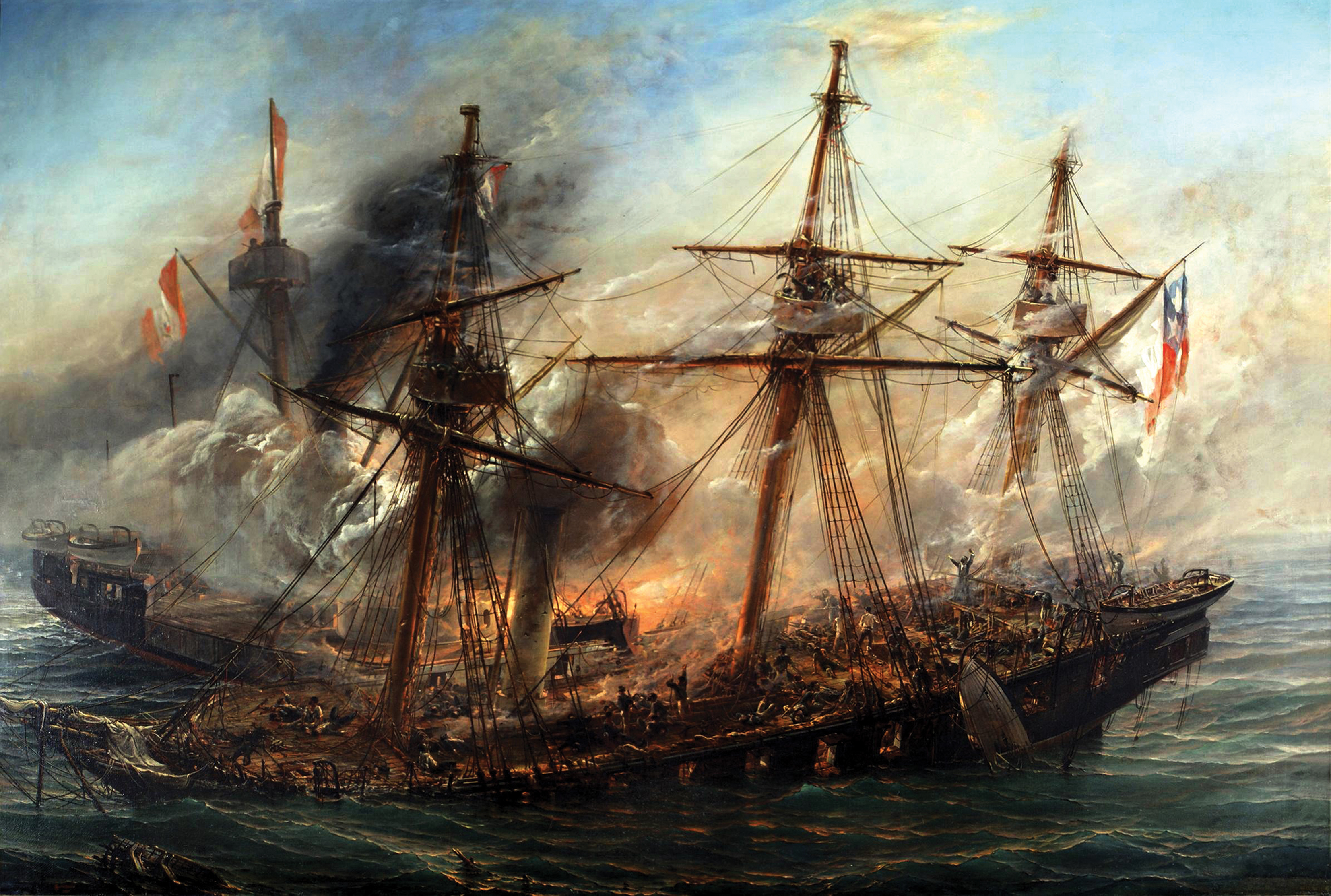
«Combate naval de Iquique», óleo.
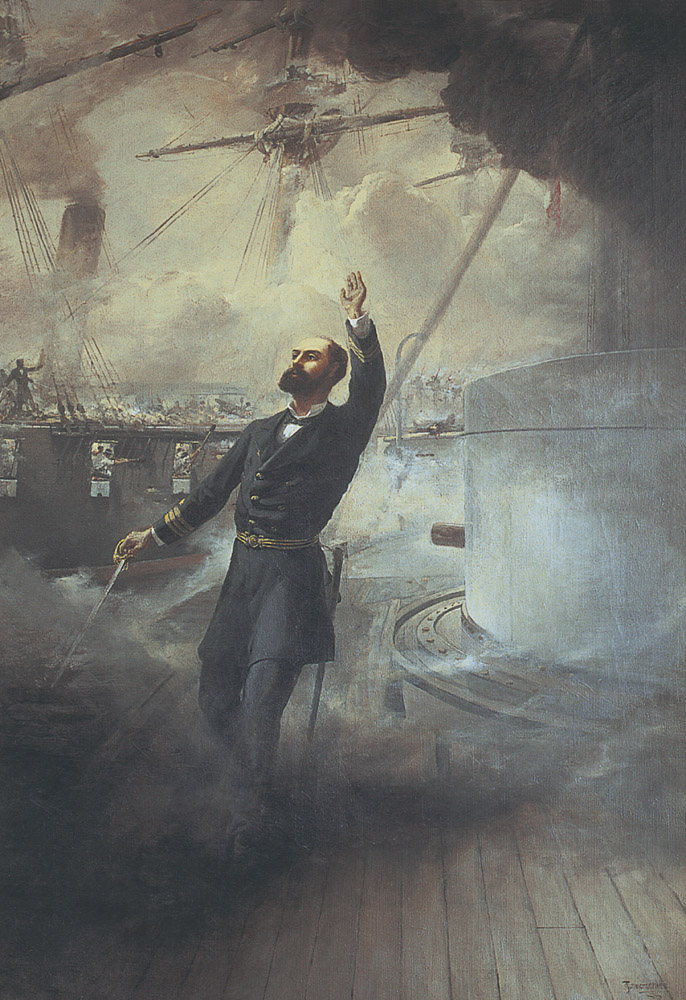
«Muerte de Arturo Prat Chacón en el Huáscar», óleo.
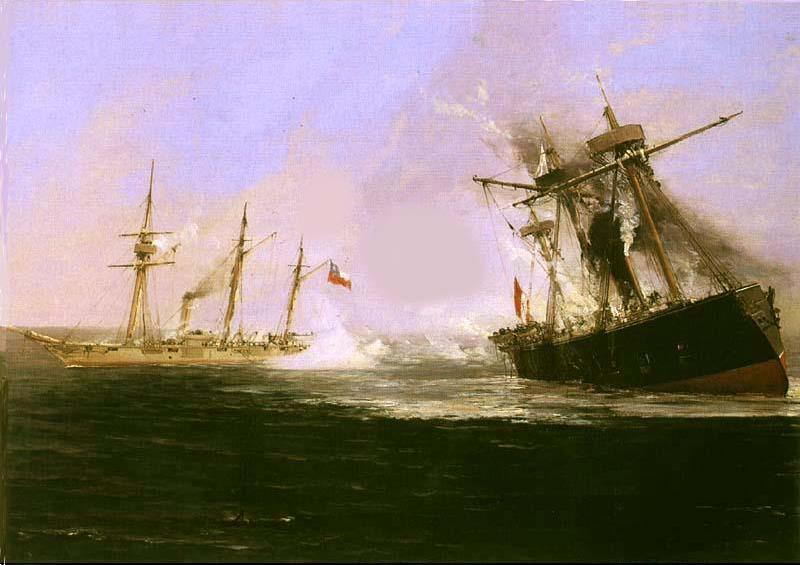
«Combate naval de Punta Gruesa», óleo.
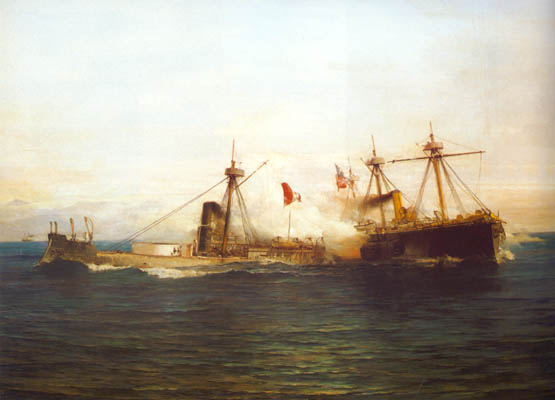
«Combate naval de Angamos», óleo.